# Кластери диференціації

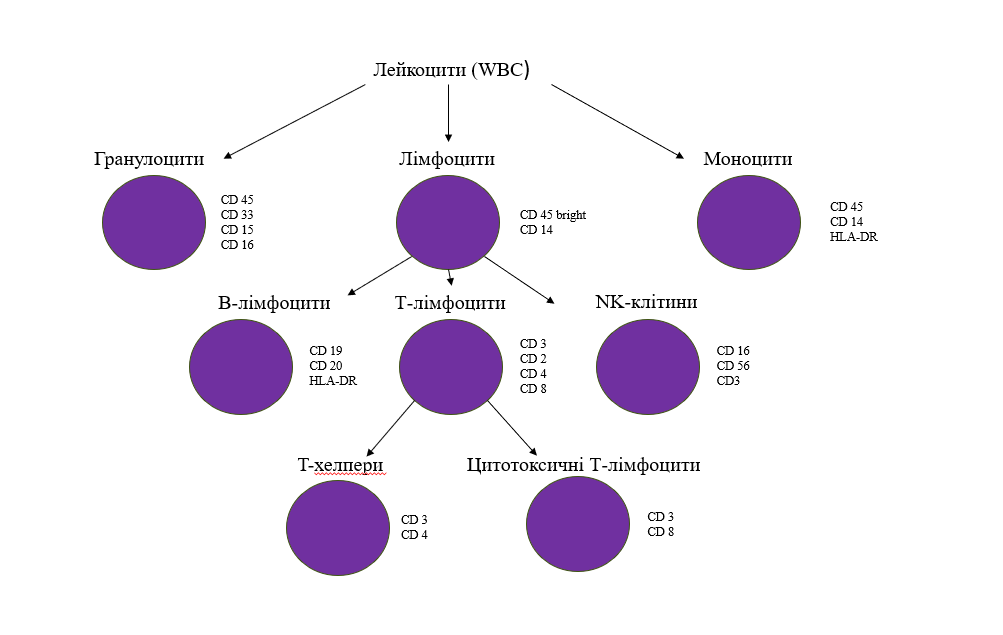
Загальна характеристика, яка показує основні кластери диференціації, що містять клітини імунного захисту, лейкоцити.

Кластери диференціації (англ. cluster of differentiation або classification determinant, скор. CD) - номенклатура диференціювальних антигенів лейкоцитів людини. СD-антигенами (по іншому СD-маркерами) можуть бути білки, які слугують рецепторами або лігандами, що беруть участь у взаємодії клітин між собою і компонентами каскаду певних сигнальних шляхів. Дана класифікація була запропонована в 1982 році і на теперішній час має більше 350 видів і підвидів СD-антигенів.